# Martin Winterkorn
Martin Winterkorn, född 24 maj 1947 i Leonberg, Baden-Württemberg, är en tysk företagsledare som fram till den 23 september 2015 var chef för Volkswagen AG. I maj 2007 utsågs Winterkorn till styrelseordförande i den svenska lastbilskoncernen Scania där Volkswagen sedan några år tillbaka är största ägare.
Efter en tid hos Robert Bosch GmbH kom Winterkorn 1981 till Audi. 1993 gick han till Volkswagen. År 2002 blev Winterkorn chef för Audi. 2007 blev han av Ferdinand Piëch utsedd till chef för moderbolaget Volkswagen AG. På grund av avgasmanipulationer på Volkswagens dieselbilar i bland annat USA lämnade Winterkorn sin befattning den 23 september 2015.